# Soldàtskoie (Rakítnoie)
|  | Per a altres significats, vegeu «Soldàtskoie». |

Soldàtskoie - Солдатское (rus) - és un poble de l'óblast de Bélgorod, a Rússia. El 2021 tenia 718 habitants. Pertany al districte (raion) de Rakítnoie.